# Derval de Paiva
Derval Batista de Paiva (Cumari, 24 de junho de 1942) é um advogado, pecuarista e político brasileiro que foi deputado federal pelo Tocantins.

## Biografia
Filho de Idelmar de Paiva Sampaio e Iraci de Aguiar Sampaio. Formado em Direito em 1977 pela Faculdade Anhanguera de Ciências Humanas exerceu a profissão de advogado dedicando-se ainda à pecuária. Filiado ao MDB foi eleito deputado estadual em 1970, 1974 e 1978 ingressando no PMDB com o retorno ao pluripartidarismo em 1980, mesmo ano em que licenciou-se para ocupar a Secretaria de Agricultura no governo Ary Valadão, do PDS. Eleito primeiro suplente do senador Mauro Borges (PMDB) em 1982, chegou a ser convocado para o exercício do mandato.
Com a passagem de Iris Rezende pelo Ministério da Agricultura no Governo Sarney foi Diretor de Operações da Comissão de Financiamento da Produção (CFP) em Brasília. Criado o estado do Tocantins pela Constituição de 1988 foi eleito deputado federal em 1990, votou pela abertura do processo de impeachment do presidente Fernando Collor em 1992 e renunciou em 24 de novembro de 1994, sendo efetivado o suplente Hagaús Araújo.
Derrotado por Eduardo Siqueira Campos (PFL) ao buscar um mandato de senador em 1998 foi eleito suplente de deputado federal em 2002 chegando a ser convocado. Em 2004 foi eleito vice-prefeito de Palmas na chapa de Raul Filho (PT) que conquistara então seu primeiro mandato.